# Maria Gladys
Maria Gladys Mello da Silva (Rio de Janeiro, 23 novembre 1939) è un'attrice, ballerina e showgirl brasiliana.

## Biografia
Unica di tre fratelli a sopravvivere al parto, a tre anni sviluppò una lieve poliomielite (che non le impedì di coltivare la danza) e a quindici rimase incinta, generando poi un maschio, Glayson, il cui padre si sarebbe in seguito allontanato. Poco tempo dopo la mamma di Maria morì.
Il suo ingresso nello spettacolo avvenne sul finire degli anni cinquanta, quando divenne una delle ballerine e showgirl nel programma musicale televisivo Clube do Rock, animato da Carlos Imperial. In quel periodo conobbe i cantanti Roberto Carlos, col quale intrecciò una breve relazione, Erasmo Carlos e Tim Maia. Nel 1959 debuttò a teatro, in una pièce di Arthur Azevedo, che venne rappresentata con successo al Teatro Municipal di Rio: accanto a lei recitavano attori già noti al pubblico come Fernanda Montenegro e Italo Rossi. Maria Gladys divenne quindi membro stabile della compagnia Teatro Jovem.
Nel 1961 apparve per la prima volta in una pellicola. Lavorò in più occasioni coi registi Domingos De Oliveira e Ruy Guerra, i due mariti di Leila Diniz, che diventò sua grande amica: Guerra diresse Maria anche nel film che contribuì a lanciarla definitivamente, I fucili,  premiato con l'Orso d'Argento al Festival di Berlino.
Negli anni settanta partecipò ad altri show tv, senza trascurare il cinema: a partire dal 1979 fu anche attrice per il piccolo schermo. Tra le tante telenovelas da lei interpretate, si ricordano in particolare Brillante, Aquele beijo e Senza scrupoli.

## Filmografia

### Cinema
- Por Um Céu de Liberdade, regia di Luiz de Barros (1961)
- Otto Lara Rezende ou... Bonitinha, Mas Ordinária, regia di Billy Davis (1963)
- I fucili (Os Fuzis), regia di Ruy Guerra (1964)
- Canalha em Crise, regia di Miguel Borges (1965)
- Todas as Mulheres do Mundo, regia di Domingos de Oliveira (1966)
- Um Diamante e Cinco Balas, regia di Libero Luxardo (1966)
- Edu, Coração de Ouro, regia di Domingos de Oliveira (1968)
- Copacabana Me Engana, regia di Antonio Carlos da Fontoura (1968)
- L'angelo è nato (O Anjo Nasceu), regia di Júlio Bressane (1969)
- Como Vai, Vai Bem?, regia collettiva (1969)
- O Donzelo, regia di Stefan Wohl (1970)
- Sem Essa, Aranha, regia di Rogério Sganzerla (1970)
- Meu Pé de Laranja Lima, regia di Aurélio Teixeira (1970)
- A Família do Barulho, regia di Júlio Bressane (1970)